# José María Paz

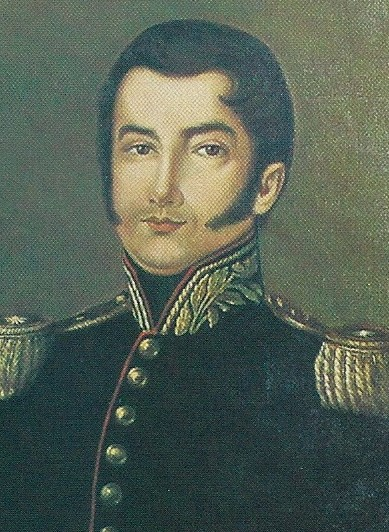
José María Paz

José María Paz y Haedo (Córdoba, Argentina, 9 de setembro de 1791 – Buenos Aires, 22 de outubro de 1854) foi um militar que participou em várias guerras da Argentina.
Caudilho Unitário, venceu a su adversário direto, Facundo Quiroga, nos combates de La Tablada e Oncativo, e na batalha de Caagazú, onde perdeu uma mão, de onde a alcunha de El Manco de Caaguazú.